# Ніагара (Північна Дакота)
Ніагара (англ. Niagara) — місто (англ. city) в США, в окрузі Гранд-Форкс штату Північна Дакота. Населення — 46 осіб (2020).

## Географія
Ніагара розташована за координатами 48°0′4″ пн. ш. 97°52′37″ зх. д. / 48.00111° пн. ш. 97.87694° зх. д. (48.001008, -97.876994).  За даними Бюро перепису населення США в 2010 році місто мало площу 2,50 км², з яких 2,43 км² — суходіл та 0,07 км² — водойми.

## Демографія
Згідно з переписом 2010 року, у місті мешкали 53 особи в 23 домогосподарствах у складі 15 родин. Густота населення становила 21 особа/км².  Було 29 помешкань (12/км²).
Расовий склад населення:
| - 98,1 % — білих |

До двох чи більше рас належало 1,9 %. Частка іспаномовних становила 1,9 % від усіх жителів.
За віковим діапазоном населення розподілялося таким чином: 24,5 % — особи молодші 18 років, 56,6 % — особи у віці 18—64 років, 18,9 % — особи у віці 65 років та старші. Медіана віку мешканця становила 46,5 року. На 100 осіб жіночої статі у місті припадало 140,9 чоловіків;  на 100 жінок у віці від 18 років та старших — 135,3 чоловіків також старших 18 років.
Середній дохід на одне домашнє господарство  становив 50 259 доларів США (медіана — 47 500), а середній дохід на одну сім'ю — 62 594 долари (медіана — 50 750). За межею бідності перебувало 4,9 % осіб, у тому числі 0,0 % дітей у віці до 18 років та 21,4 % осіб у віці 65 років та старших.
Цивільне працевлаштоване населення становило 26 осіб. Основні галузі зайнятості: сільське господарство, лісництво, риболовля — 30,8 %, виробництво — 19,2 %, освіта, охорона здоров'я та соціальна допомога — 19,2 %.